# Fischertechnik

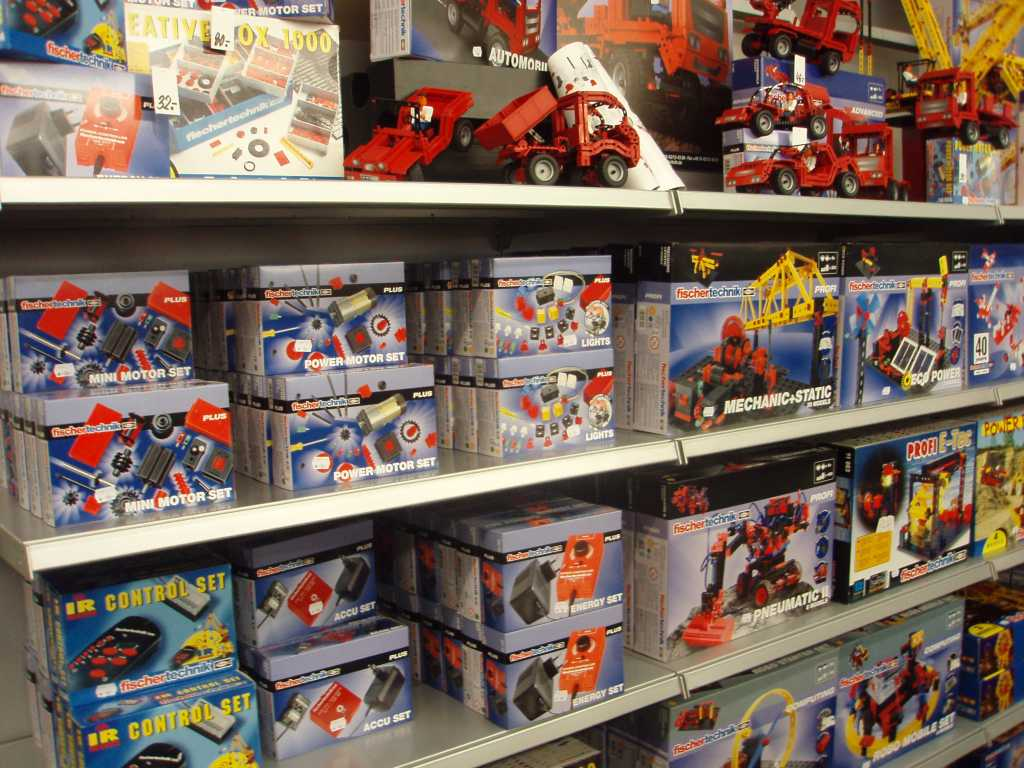
店に陳列されるFischertechnik

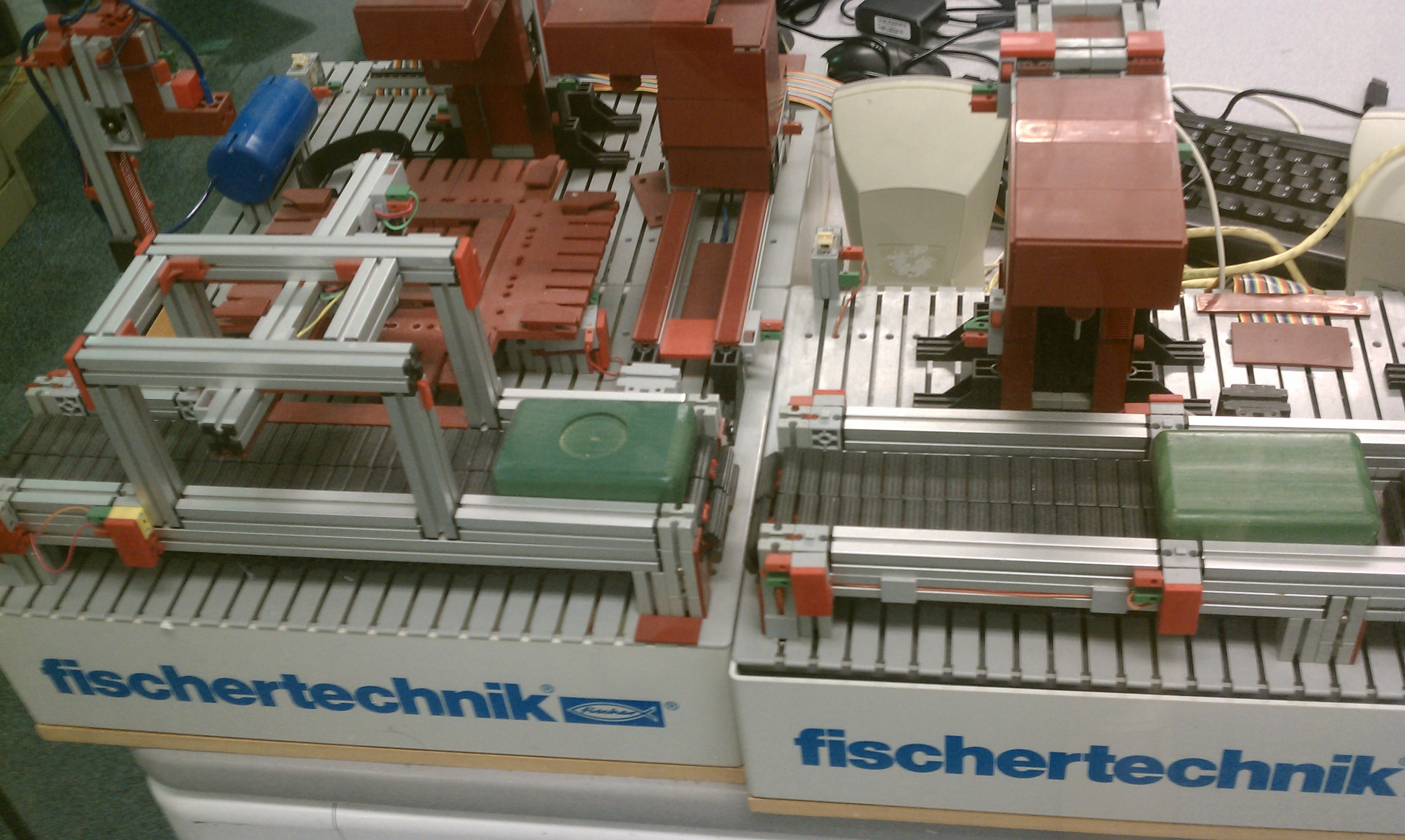
並べられたFischertechnikの作品

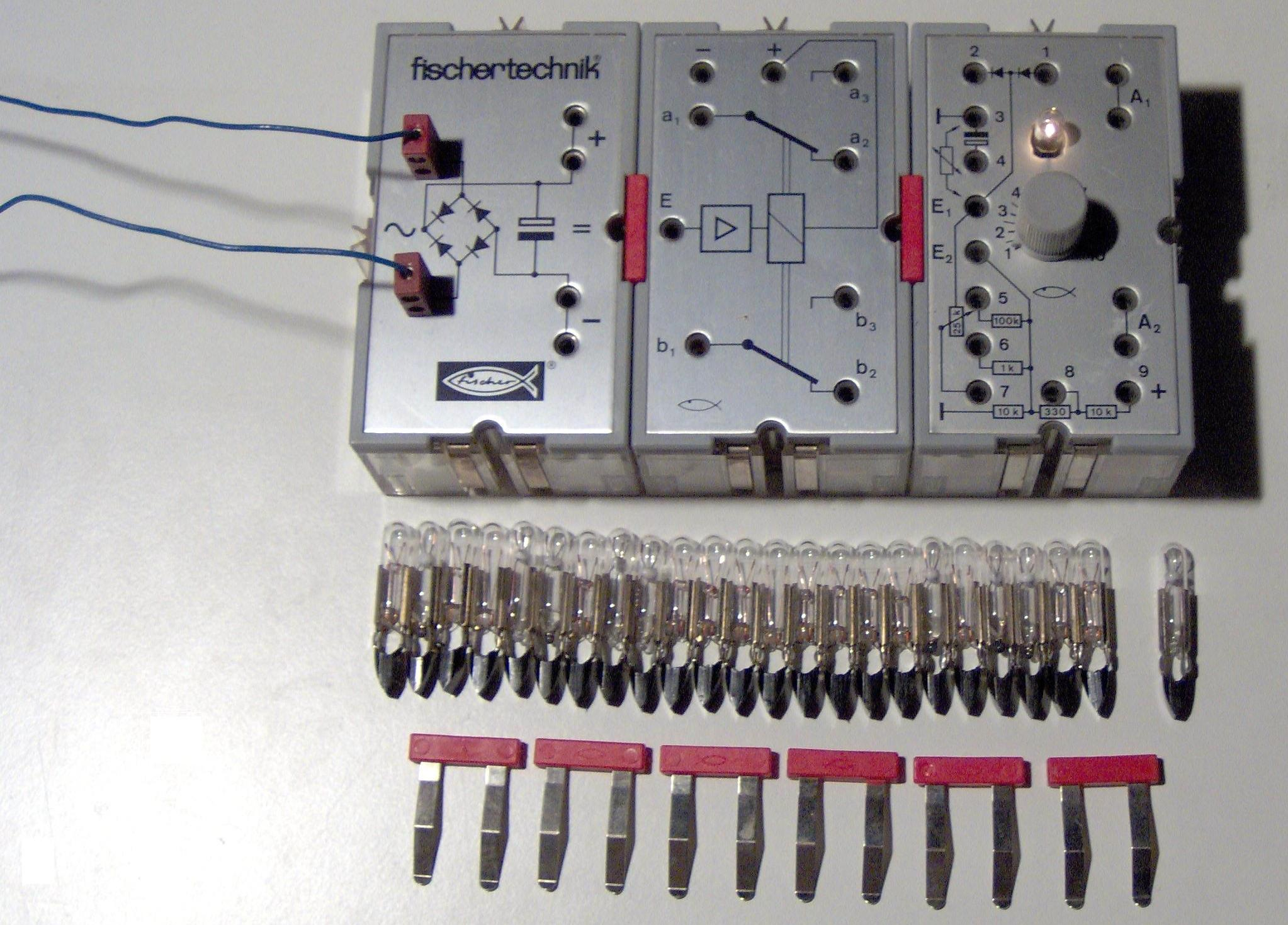
電気制御装置

Fischertechnik(フィッシャーテクニック)は、モーター、歯車や車軸、タイヤ等の機構部品で構成される機械等を組むためのFischertechnik社の一連の製品のブランド。

## 概要
他のブロック玩具は基本的に動かさない事を前提としているのに対してFischertechnikは動く事を前提としている。フィッシャー・テクニックは、建築用のアンカーボルトを発明したアルトゥア・フィッシャーによって1965年に技術者育成のための教材として開発された。 そのため、歯車などの機構部品で組まれた作品は実物同様に作動する。STEM教育（Science, Technology, Engineering and Mathematics）に使用される。接合方法も独特で先端が広がった突起を溝にはめ込むジョイント方法を採用する。実物同様の機構を再現する事に重点がおかれており、単なる知育玩具の範疇に留まらず、一部では工学教育にも活用される。また、いくつかのキットでは電子回路を登載してロボットやメカトロニクスの基礎訓練が可能な機種もある。対象年齢は主に10代が対象ではあるものの、子供だけではなく、大人も楽しめる仕様になっている。

## ジュニアシリーズ
低年齢向けのシリーズで簡単な機械構造を理解できる。

## ミニキットシリーズ
１種類だけ製作可能でハンドルや、クレーン、キャタピラなどが動く。

## ベーシックシリーズ
基本的な構成で機構的な機能を有する。 

## アドバンストシリーズ
本格的な機構を組めるフィッシャーテクニックの主力商品。

## プラスシリーズ
電源、モーター、ライト、無線操縦装置などをアドバンストシリーズに加えるための周辺機器。

## プロフィシリーズ
センサー作動機械組立キット、太陽電池駆動キット、エコパワー学習キット、レオナルド・ダ・ヴィンチのアイデアを再現するダ・ヴィンチマシンなどがある学習的な側面を持ったシリーズ。

## プロフィ・ダイナミック
ボールを転がす事で位置エネルギーを運動エネルギーに変換するジェットコースターのように力学を学習できるシリーズ。

## 参照
1. 1 2 3 4 5 6 7 8 9 10  “複雑なメカニズムも再現可能。壊れにくさはピカいち。フィッシャーテクニック”. 2017年3月18日閲覧。